# SMS Vulkan
Pour les articles homonymes, voir Vulkan.
Le SMS Vulkan est un navire de sauvetage de sous-marins de la Première Guerre mondiale, appartenant à la Kaiserliche Marine, chargé de leur récupération.

## Histoire
La construction de ce navire catamaran combinant une grue et une darse implique qu'un sous-marin qui connaît une avarie doit être soulevé par les grues entre les deux coques. Les grues peuvent soulever jusqu'à 500 tonnes et ont une vitesse de levage de 30 m/h. Elles possèdent un moteur turbo-électrique : la vapeur de quatre chaudières Mehlhorn alimente deux turbines Zoelly qui génèrent le courant de deux générateurs pour deux moteurs à hélice. Il a une vitesse de croisière suffisante pour suivre les sous-marins. Cependant lors du premier accident le 17 janvier 1911, le SMS Vulkan n'est pas assez rapidement sur place pour récupérer les marins prisonniers du kiosque du U-3.
Le SMS Vulkan sert de modèle pour des navires du même genre en Russie et au Japon. Le Volkhov (rebaptisé Kommuna à l'époque de l'Union soviétique et en service jusqu'aujourd'hui) est construit sous licence de la HDW dans le chantier Putilov à Saint-Pétersbourg.

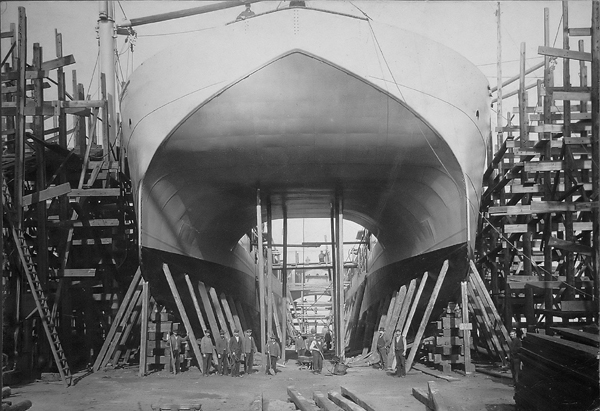
Construction du SMS Vulkan en 1907. Ce navire de surface servit de bâtiment de soutien aux U-Boote durant la Première Guerre mondiale.

On peut voir le SMS Vulkan dans le film de propagande U-Boote heraus! Mit U-Boot 178 gegen den Feind (de) soulever un sous-marin de fiction.
Après la Première Guerre mondiale, il est remis au Royaume-Uni. Pendant le transfert à Harwich, il coule en mer du Nord le 6 avril 1919.
Le SMS Cyclop, un autre navire de récupération de sous-marins, est construit par la Bremer Vulkan.

## Commandement
- Kapitänleutnant Paul Reymann (de) - 4 mars 1908 au 30 septembre 1909
- Korvettenkapitän/Fregattenkapitän Eberhard von Mantey - 1er octobre 1909 au 26 février 1910
- Korvettenkapitän Walter Michaelis - 27 février au 30 septembre 1910
- Korvettenkapitän Heuberer - 1er octobre 1910 au 28 septembre 1913
- Korvettenkapitän Theodor Eschenburg (de) - 29 septembre 1913 au 4 novembre 1914
- Kapitänleutnant Karl Bartenbach (de) - 5 novembre 1914 au 12 mars 1915
- Korvettenkapitän/Fregattenkapitän Theodor Eschenburg - 13 mars 1915 au 23 novembre 1918
- Kapitänleutnant der Reserve Edmund Hanssen - 24 novembre 1918 au 17 janvier 1919
- Inconnu - 18 janvier au 14 mars 1919
- Korvettenkapitän Schaper - 15 mars au 6 avril 1919

## Source de la traduction
- (de) Cet article est partiellement ou en totalité issu de l’article de Wikipédia en allemand intitulé « SMS Vulkan » (voir la liste des auteurs).